# マンコノ県
マンコノ県 (Mankono Department) は、コートジボワール・ウォロバ地方ベレ州の県である。2014年調査の人口は215500人。マンコノ県の下位区画としてブアドゥグー郡、マンコノ郡、マランダラ郡、サララ郡、チエナンブー郡が置かれている。

## 歴史

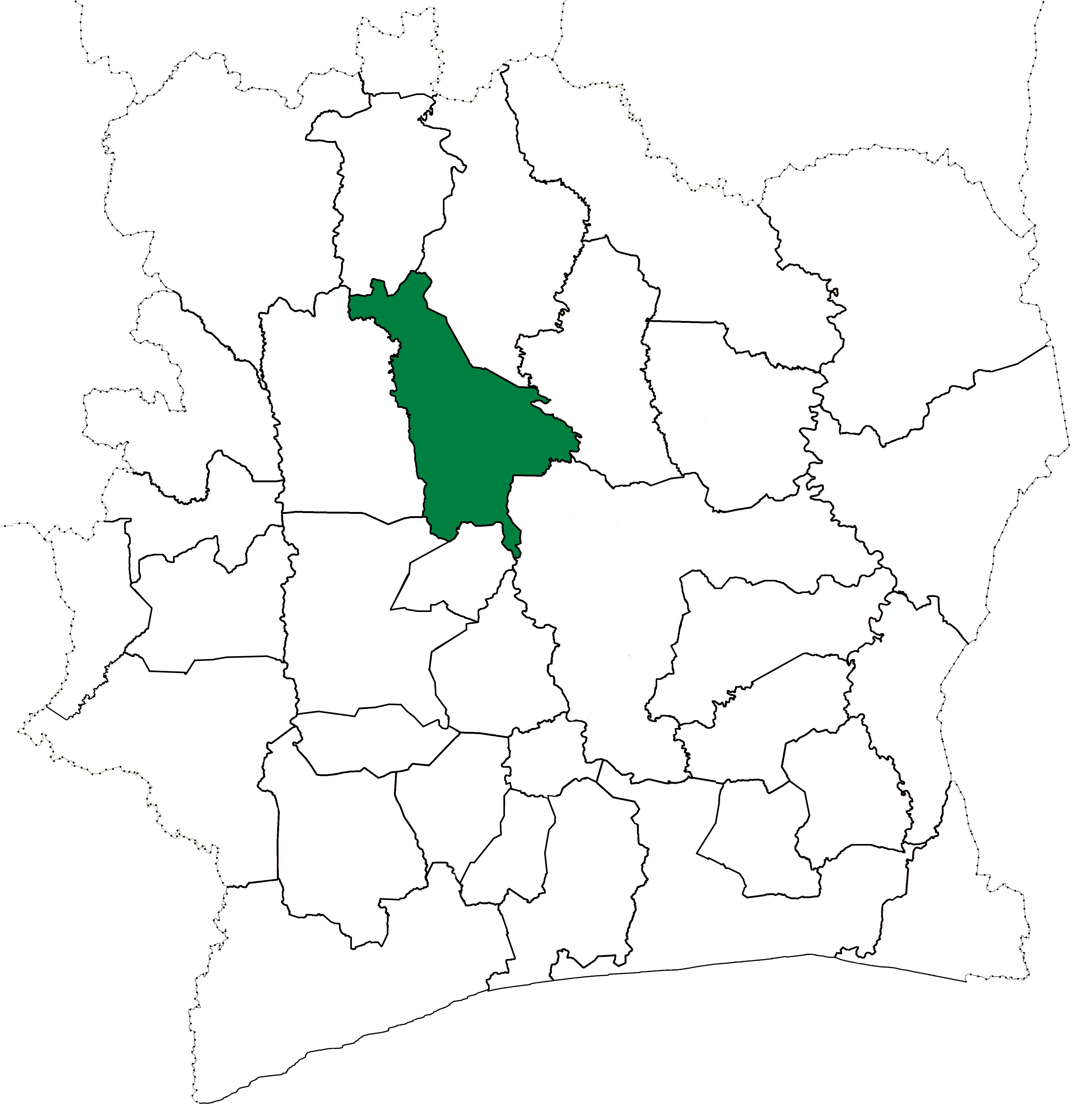
1980年から2005年までのマンコノ県の領域

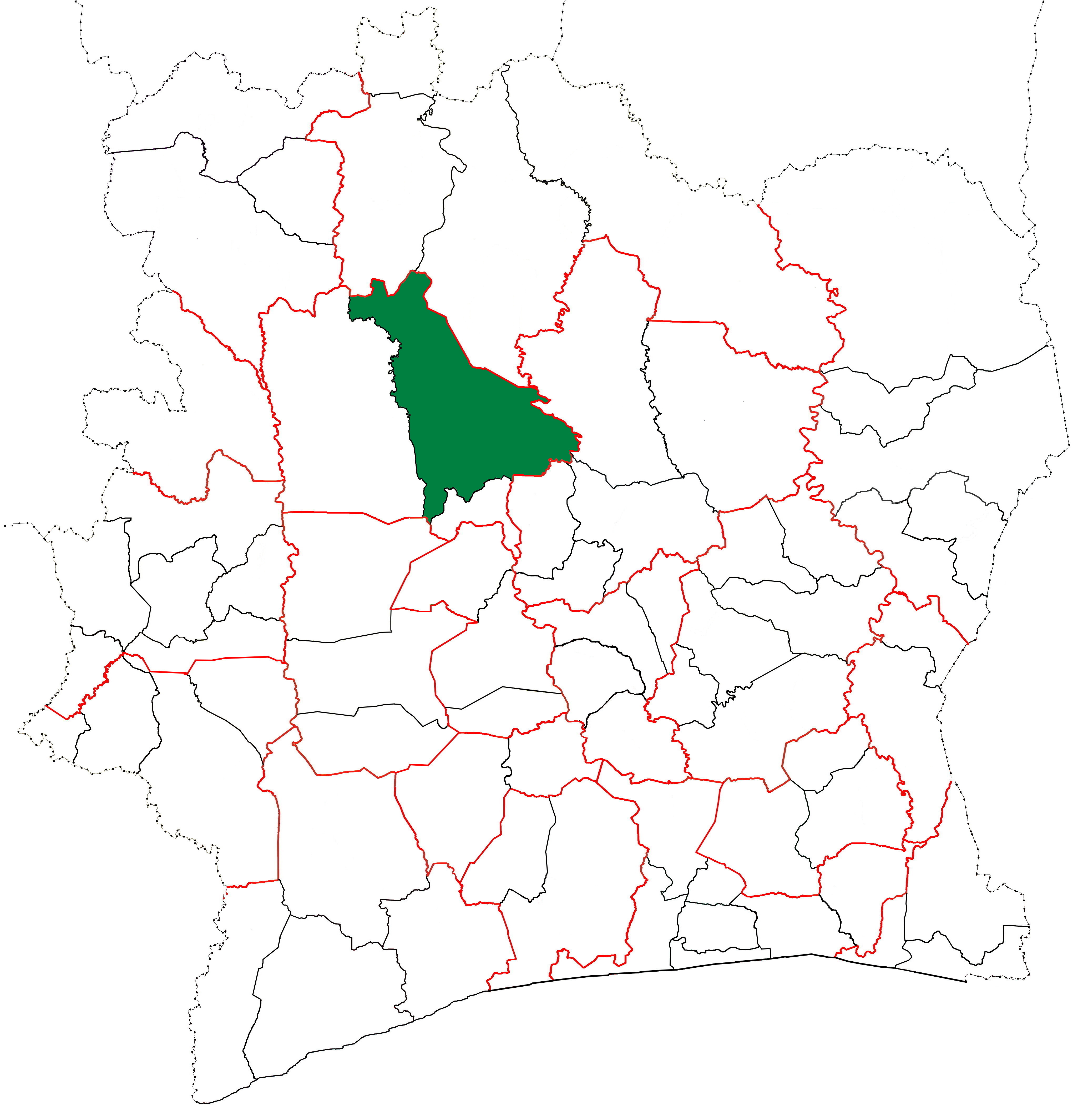
2005年から2012年までのマンコノ県の領域

マンコノ県は1980年にセゲラ県より分離して成立した。1980年より2005年までは、現在のベレ州と同じ領域がマンコノ県の領域となっていた。 
1997年の行政区画改正で、マンコノ県はウォロバ地方の下位区画となった。
2005年、マンコノ県からクマイリ県が分立した。
2011年の行政区画改正で地方・自治区(Districts)が、コートジボワールにおける第一地方区分となり、同時に地方の下位区分として州(Region)が設けられた。ここでマンコノ県はウォロバ地方ベレ州の県となった。
2012年、マンコノ県から2つの郡(Sub-Prefecture)が分離し、ディアンラ県が成立した。